# Sarlio
Sarlio est duc de Spolète de 940 à 943. Originaire du royaume de Provence, il sert comme comte Palatin sous le roi Hugues d'Arles.

## Contexte
Selon Liutprand de Crémone, le roi fournit des fonds à Sarlio afin de financer l'opposition au duc Anschaire de Spolète. Sarlio épouse la veuve d'un précédent duc, Théobald Ier, un neveu (nepos) d'Hugues et recrute des informateurs et des partisans à Spolète,. À une date indéterminée, Sarlio organise une révolte contre Anschaire, qui s'enfuit de la cité de Spolète et qu'il affronte lors de la Bataille de Spolète (en). Bien que Sarlio ne participe pas personnellement au combat ses troupes sont victorieuses et Anschaire est tué.
En 941, Hugues s'empare de plusieurs monastères de la marche de Toscane et de la Marche Fermana, dont l' abbaye de Farfa, et les donne à Sarlio, qui prend le titre de « rector de Sabine » selon le  Chronicon Farfense. En 943, Hugues contraint Sarlio à se retirer dans un monastère en l'accusant du meurtre d'Anschaire et nomme son fils bâtard Hubert, qui règne déjà en Toscane, en charge de Spolète.